# Anton Breznik
Anton „Tony“ Breznik (* 22. September 1984 in Judenburg, Steiermark) ist ein österreichischer Bodybuilder.

## Leben

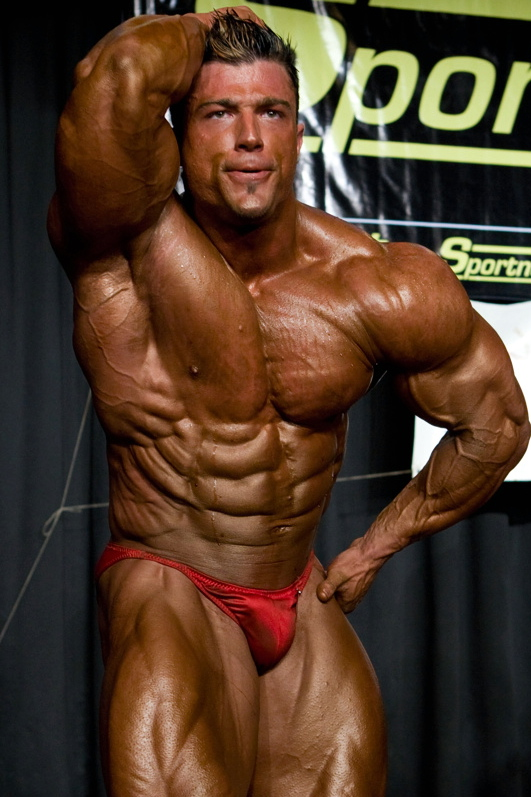
Tony Breznik beim Kampf um den Meistertitel 2008

Durch seinen Vater lernte er den Eishockeysport kennen und lieben, sodass er mit bereits 5 Jahren selbst Eishockey zu spielen begann. Er war beim EV Zeltweg aktiv, später beim EC VSV und schaffte es dort in der Saison 2001/2002 bis in den erweiterten Mannschaftskader.
Nach einer Verletzung am Fuß begann Breznik, mit Gewichten zu trainieren. Aus dem Rehabilitationstraining wurde jedoch richtiges Bodybuilding. 2005 nahm er an einem Bankdrückwettkampf teil, den er mit Bestleistung gewann: in der Klasse bis 100 kg wurde er Junioren-Landesmeister.
Danach wurde er eingeladen, auf die Wettkampf-Bühne des Bodybuilding zu gehen. Als unter 21-Jähriger startete er beim Internationalen Austria-Cup der IFBB 2005 in Wels. Er wurde Sieger der Juniorenklasse über 75 kg und Gesamtsieger der Junioren. Damit begann Brezniks Karriere als Bodybuilder. Bei dieser Veranstaltung wurde Breznik von Ultimate Nutrition, einer Sport- und Nahrungsergänzungsfirma, „entdeckt“, die ihm einen Sponsoringvertrag anbot. Breznik widmete sich daraufhin ganz dem Bodybuilding. Jedes Jahr verbrachte er einige Zeit in den USA zum Training, zu Fotoshootings und auf Sportartikelmessen. Bei der FIBO in Essen wurde er immer wieder zu umjubelten Auftritten eingeladen.
2008 trat er in seiner bisher besten Form bei der Österreichischen Meisterschaft der IFBB an, diesmal in der Männerklasse bis 100 kg. Er gewann nicht nur in dieser Klasse, sondern errang auch einen überzeugenden Gesamtsieg. Deshalb trägt er den Titel „Mister Austria“.
Außerhalb der Wettkampfphase wiegt Tony Breznik bei einer Körpergröße von 175 cm rund 110 kg. Wie sein Vorbild, Arnold Schwarzenegger, ist er in den USA populär geworden. Wie Schwarzenegger strebt Breznik eine Karriere als Profi-Bodybuilder an.